# Thổ phỉ

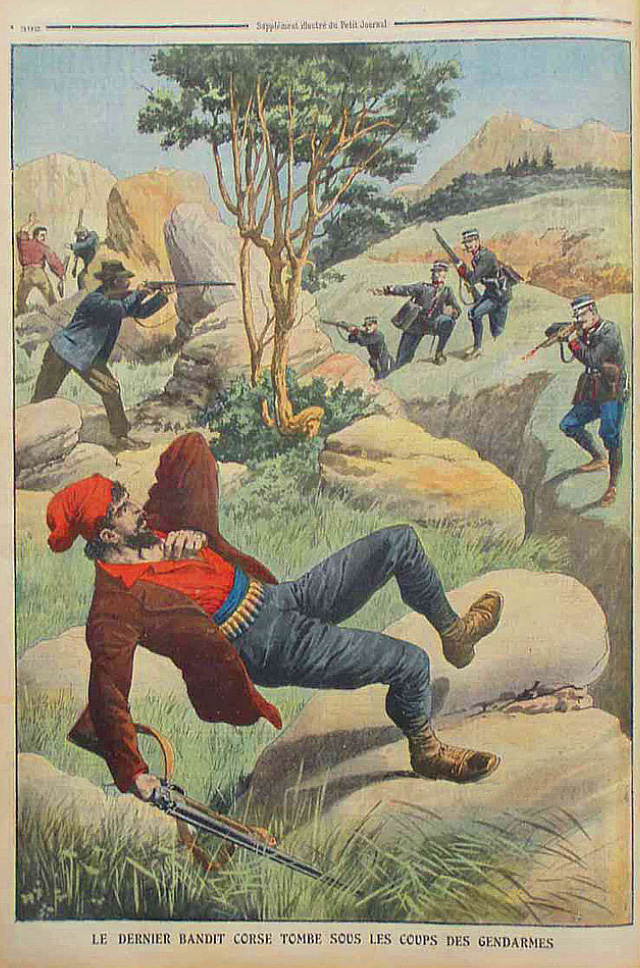
Trung úy của Carmine Crocco là Agostino Sacchitiello cùng các thành viên của băng nhóm đến từ thị trấn Bisaccia, vùng Campania nước Ý. Ảnh chụp năm 1862

Thổ phỉ (chữ Hán: 土匪), tùy từng trường hợp còn gọi là cường đạo (强盗), đạo tặc (盜賊), giặc cỏ hay thảo khấu (草寇), là một dạng tội phạm có tổ chức bao gồm toàn những người sống ngoài vòng pháp luật đặc biệt có dính líu đến việc đe dọa hoặc sử dụng bạo lực. Đảng cướp trên núi thì gọi là sơn tặc (山賊), cướp trên biển thì gọi là hải tặc (海賊), cướp ven đường thì gọi là thảo tặc (草賊), cướp trên lưng ngựa thì gọi là mã tặc (馬賊). Cá nhân tham gia vào nhóm thổ phỉ thường được gọi là phỉ tặc (匪賊) và chủ yếu phạm vào các tội như tống tiền, trộm cướp và giết người, theo quy mô riêng lẻ hoặc cả một băng cướp/toán cướp. Thổ phỉ hay đạo tặc là một khái niệm mơ hồ về hoạt động tội phạm và trong bối cảnh hiện đại có thể sử dụng đồng nghĩa với băng đảng, lục lâm thảo khấu, cướp giật và trộm cắp.

## Lịch sử

### Châu Âu

#### Thời kỳ Trung Cổ
Khoảng 5.000 tên phỉ đã bị Giáo hoàng Xíttô V đem ra xử tử trong vòng 5 năm trước khi ông qua đời năm 1590, thế nhưng người ta cho rằng phải có đến hơn 27.000 tên vẫn tự tung tự tác bên ngoài trên khắp miền Trung nước Ý.

#### Nước Nga Xô viết
Lực lượng thổ phỉ Ka-dắc (Cozak) ở vùng sông Đông và Cuban từng được nhắc đến trong truyện ngắn "Cái bớt" của nhà văn Mikhail Aleksandrovich Sholokhov, trong thế đối đầu với Hồng quân Nga và chính quyền Xô viết non trẻ.

### Trung Quốc

#### Thời nhà Minh
Thổ phỉ dưới triều Minh (1368–1644) được triều đình định rõ là "lũ cường đạo (强盗) có thể trừng trị bằng tội chết." Thế nhưng xuyên suốt triều đại này, người ta vẫn cứ dấn thân vào hành nghề thổ phỉ vì nhiều lý do khác nhau và nghề thổ phỉ thì linh động và chỉ mang tính chất tạm thời.